# Antiprotestantisme en France

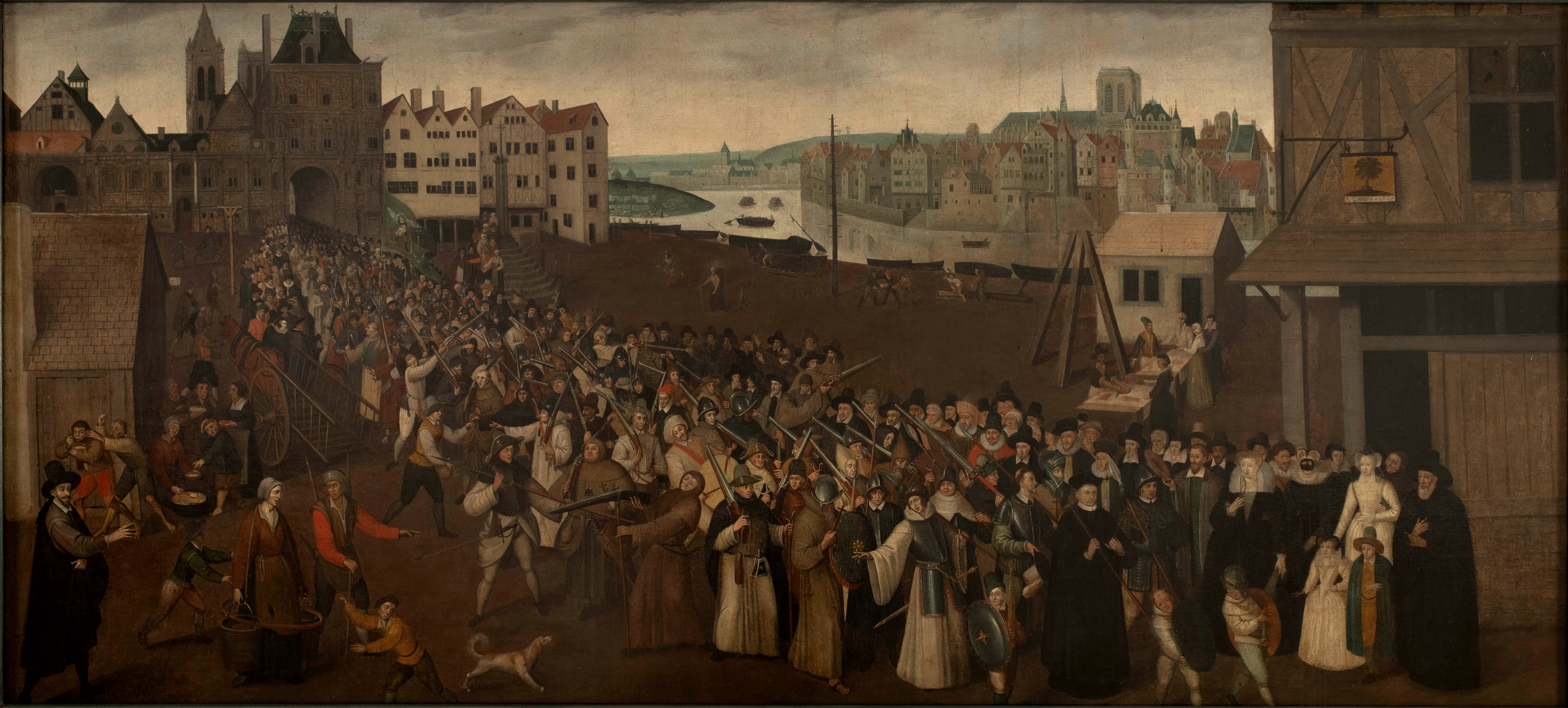
Procession armée de la Ligue catholique à Paris en 1590, musée Carnavalet.

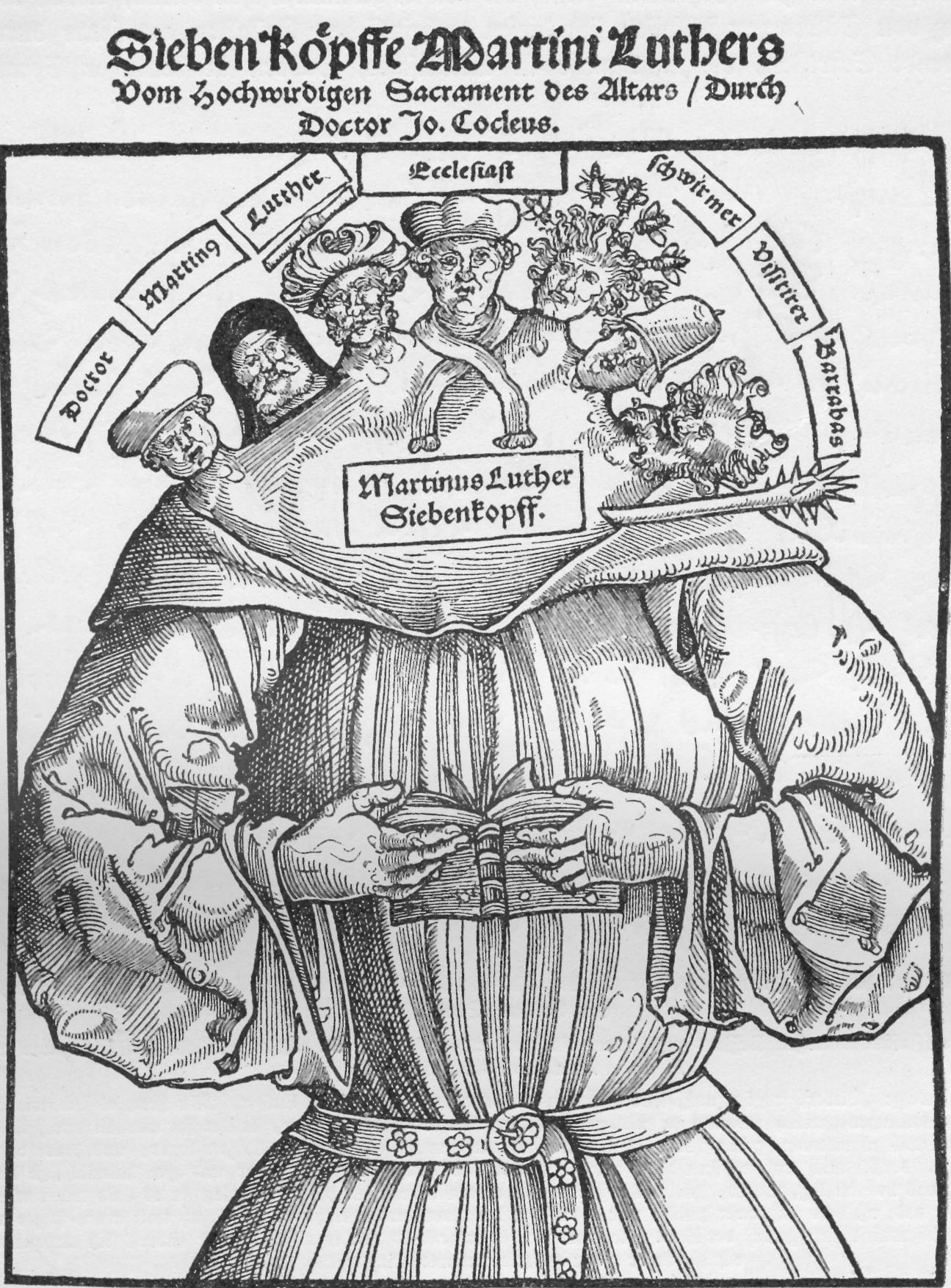
Gravure du XVIe siècle, Luther dépeint comme un monstre à sept têtes.

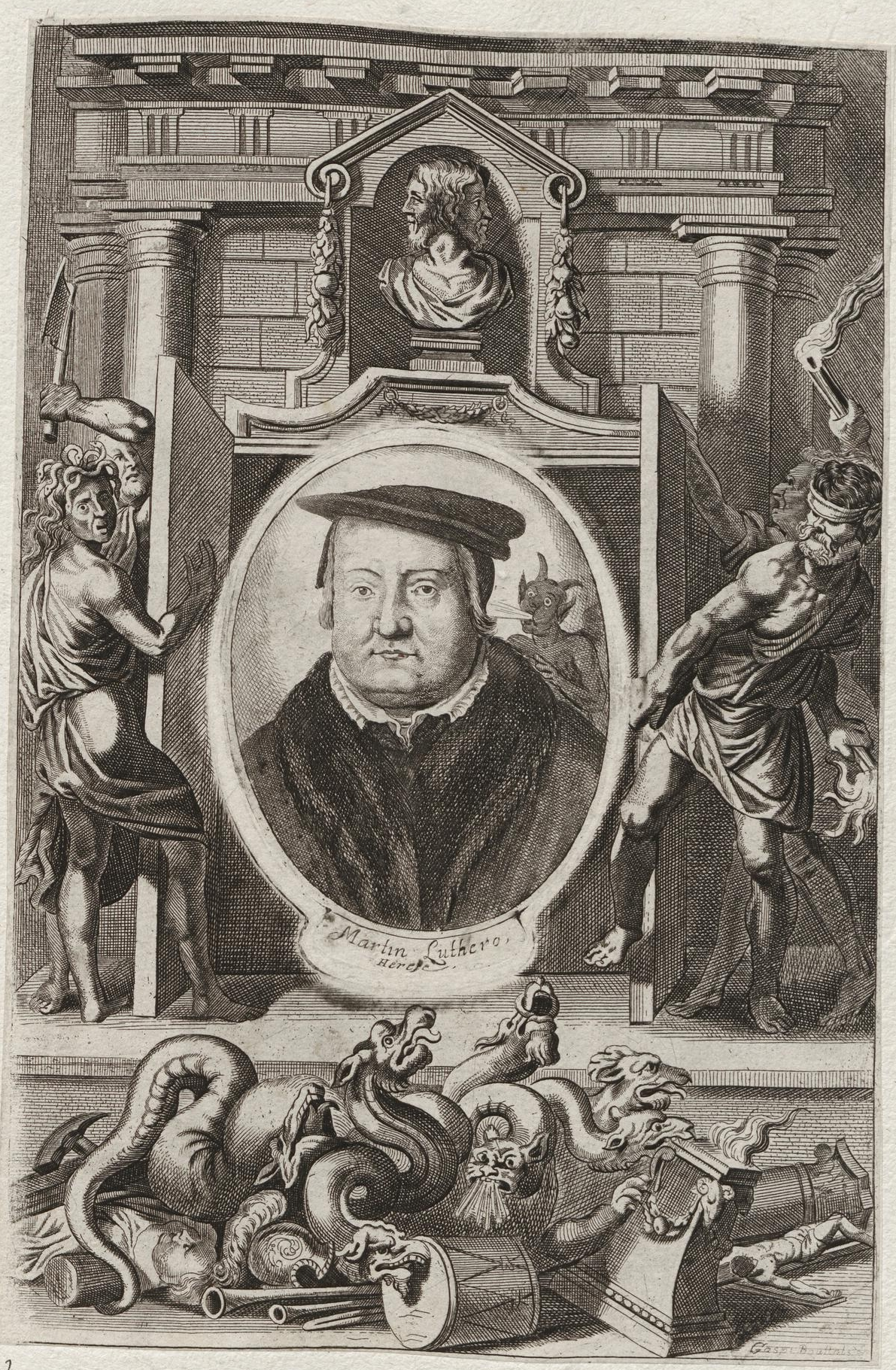
Affiche contre Luther, le diable lui souffle à l'oreille

L'antiprotestantisme en France est la dénonciation, la répression ou la persécution du protestantisme en France depuis la Réforme protestante jusqu'au XXe siècle.

## XVIesiècle
En 1521, la Sorbonne condamne certaines propositions extraites des écrits de Luther. Deux ans plus tard, en 1523, Jean Vallière est condamné au bûcher : c'est le premier martyr protestant en France. En 1547, Henri II crée la Chambre ardente pour poursuivre et condamner les délits d'hérésie liés à la Réforme. Elle prononcera 450 condamnations de 1548 à 1550, dont 60 à la peine de mort.

## XVIIeetXVIIIesiècles
Dans les édits royaux du XVIIe siècle, le protestantisme est appelé systématiquement R.P.R. (Religion prétendue réformée). Certains parlements ont tardé à enregistrer l'Édit de Nantes et son application n'a pas toujours été paisible : à Rennes, le temple a été incendié en 1613, 1654, 1661 et 1675.
En 1681, Géraud de Cordemoy publie la Conférence entre Luther et le diable au sujet de la messe avec ses commentaires, republié et largement diffusé dès 1875 par Isidore Liseux avec les commentaires en sus de Nicolas Lenglet Du Fresnoy.
En janvier 1686, l'évêque Bossuet célèbre Louis XIV et la révocation de l'édit de Nantes, ce « pieux édit qui donne le dernier coup à l'hérésie », dans son oraison funèbre du chancelier Le Tellier : « Poussons jusqu’au ciel nos acclamations ; et disons a ce nouveau Constantin, à ce nouveau Théodose, à ce nouveau Marcien, à ce nouveau Charlemagne, ce que les six cent trente Pères dirent autrefois dans le concile de Calcédoine : "Vous avez affermi la foi ; vous avez exterminé les hérétiques : c’est le digne ouvrage de votre règne ; c’en est le propre caractère. Par vous l’hérésie n’est plus : Dieu seul a pu faire cette merveille" ». En 1688, Bossuet publie l'Histoire des variations des Églises protestantes, ouvrage où il attaque le protestantisme sous l'angle doctrinal et qui connaît de nombreuses rééditions.
Catholique et ultramontain, Joseph de Maistre accuse le protestantisme d'être un facteur de dissolution. Dans un ouvrage écrit en 1798, il écrit : « Le grand ennemi de l'Europe qu'il importe d’étouffer par tous les moyens qui ne sont pas des crimes, l'ulcère funeste qui s'attache à toutes les souverainetés et qui les ronge sans relâche, le fils de l'orgueil, le père de l'anarchie, le dissolvant universel, c'est le protestantisme. Qu'est-ce que le protestantisme ? C'est l'insurrection de la raison individuelle contre la raison générale, et par conséquent c'est tout ce qu'on peut imaginer de plus mauvais. »

## XIXesiècle
En Languedoc et alentour, la Révolution ravive les oppositions confessionnelles. Lors de la Terreur blanche de 1815, le temple de Saint-Affrique est dévasté par une foule qui brûle son mobilier. Le sous-préfet refuse de rembourser les dégâts, alléguant les dégâts révolutionnaires commis contre les églises catholiques, et qu'il impute aux protestants. De 1854 à 1856, le culte protestant a été interdit en Haute-Vienne, notamment à Villefavard et Châteauponsac : temples et écoles ont été fermés. À Saint-Brieuc, le préfet des Côtes-du-Nord interdit l'exercice du culte protestant en décembre 1865, après une plainte de l'évêque.
En 1858, Louis-Gaston de Ségur publie en France Causeries familières sur le protestantisme d'aujourd'hui. En 1881, le romancier Émile Zola dénonce le protestantisme dans une tribune au Figaro : « il est un esprit plus nuisible et plus redoutable encore, l'esprit protestant, qui, à cette heure, s'efforce de tout envahir, notre littérature, notre presse, notre politique […]. Là est l'ennemi ». Zola oppose le protestantisme au « génie de notre race, si primesautier, si libre », et il y voit une entrave au rationalisme.
Le polémiste Ernest Renauld, à la fin du XIXe siècle, publie deux livres s'attaquant au protestantisme en France. Son action s'inscrit dans le cadre de l'affaire Dreyfus, où bon nombre de protestants ont soutenu Alfred Dreyfus, comme le sénateur Scheurer-Kestner ou Francis de Pressensé. Charles Maurras se profile comme un adversaire du protestantisme, considérant les protestants comme des adversaires de la nation. Pour certains milieux nationalistes, le « péril » protestant menace l'identité française et cherche sournoisement à dénationaliser le pays. Le protestantisme formerait un parti et fomenterait un complot dont les alliés seraient des nations protestantes comme la Grande-Bretagne et l'Allemagne. L'ancien boulangiste Georges Thiébaud a tenté lui aussi de donner une orientation antiprotestante au nationalisme français.

### Une politique antiprotestante à Madagascar
L'antiprotestantisme se traduit par des actes dans le cas de Madagascar, objet d'une rivalité coloniale franco-anglaise. Les missions protestantes étant assimilées à l'influence britannique, elles sont visées après la conquête de l'île en 1895, reprise en main par Gallieni. Des temples sont fermés, ainsi que l'université protestante, l'académie de médecine, l'hôpital protestant. Le ministre et pasteur Rainandriamampandry est fusillé en 1896 après une parodie de procès. L'insurrection des Fahavalos, qui avait donné le prétexte de cette répression, est présentée de manière biaisée par la presse française, qui ne parle que des églises catholiques détruites et fait le silence sur les temples incendiés.
En 1907, le gouverneur Augagneur est félicité par le Grand Orient de France pour son action contre les missions protestantes, « qui poursuivent à Madagascar une œuvre aussi néfaste du point de vue national que philosophique ».

## XXesiècle
Alphonse Magniez, ancien capitaine de l'armée française, s'attaque au protestantisme dans un essai publié en 1921.
En 1976, l'écrivain et journaliste Robert Beauvais publie un pamphlet, Nous serons tous des protestants, où il tente de démontrer une mainmise protestante sur la France. Des traces d'antiprotestantisme subsistent à la fin du XXe siècle et au début du XXIe siècle, comme l'usage systématiquement péjoratif du mot puritain. Dans son ouvrage La Méditerranée et le monde méditerranéen à l'époque de Philippe II, l'historien Fernand Braudel oppose l'humilité de la mort du souverain espagnol à « l'orgueil, cette divinité du siècle réformé ».

### Ouvrages anciens
- Anatole Leroy-Beaulieu, Les Doctrines de haine : l'antisémitisme, l'antiprotestantisme, l'anticléricalisme, Paris, Calmann-Lévy, 1902.
- Alfred Rébelliau, Bossuet, historien du protestantisme. Étude sur l'"Histoire des variations…", Paris, Hachette, 1891, sur l'ouvrage de Jacques-Bénigne Bossuet (Histoire des variations des Églises protestantes, 1688) ; article de Ferdinand Brunetière, « Bossuet, historien du protestantisme », Revue des deux Mondes, 1892, sur Wikisource.

### Études contemporaines

#### Ouvrages généraux
- Jean Baubérot, Marianne Carbonnier-Burkard , Histoire des protestants. Une minorité en France (XVIe-XXIe siècle), Ellipses Marketing, 2016.
- Patrick Cabanel, Histoire des protestants en France : XVIe – XXIe siècle, Fayard, 2012, 1500 p. (lire en ligne).

#### L'antiprotestantisme auXVIesiècle
- Jean-Marie Constant, La Ligue, Paris, Fayard, 1996, 520 p. (ISBN 978-2-213-59488-0, BNF 35850719, présentation en ligne).
- Denis Crouzet (préf. Pierre Chaunu, avant-propos de Denis Richet), Les guerriers de Dieu : la violence au temps des troubles de religion, vers 1525-vers 1610, vol. 1 et 2, Seyssel, Éditions Champ Vallon, coll. « Époques », 1990, 792-737 p. (ISBN 978-2-87673-094-6, BNF 35345731, présentation en ligne)Réédition en un seul volume : Denis Crouzet (préf. Pierre Chaunu, avant-propos de Denis Richet), Les guerriers de Dieu : La violence au temps des troubles de religion, vers 1525-vers 1610, Seyssel, Éditions Champ Vallon, coll. « Les classiques de Champ Vallon », 2005, 783-747 p. (ISBN 2-87673-430-3, présentation en ligne), [présentation en ligne].

#### L'antiprotestantisme auxXVIIeetXVIIIesiècles
- Élisabeth Labrousse, Une foi, une loi, un roi ? La révocation de l’édit de Nantes, Paris, Payot / Genève, Labor et Fides, 1985.
- Bernard Dompnier, Le venin de l'hérésie : image du protestantisme et combat catholique au XVIIe siècle, Paris, Le Centurion, 1985.  (ISBN 2-227-32103-2)

#### L'antiprotestantisme auxXIXeetXXesiècles
- Jean Baubérot et Valentine Zuber, Une haine oubliée : L'antiprotestantisme avant le « pacte laïque » (1870-1905), Albin Michel, Collection Sciences des Religions, 02/02/2000 ; Présentation sur cairn.info.
- André Encrevé et Michel Richard, Les Protestants dans les débuts de la Troisième République, Société d'histoire du protestantisme, 1978.
- Sébastien Fath, Du ghetto au réseau. Le protestantisme évangélique en France de 1800 à 2005, Genève, Labor et Fides, 2005
- Michèle Sacquin (préf. André Encrevé ; avant-propos de Philippe Boutry), L'antiprotestantisme en France de 1814 à 1870 : entre Bossuet et Maurras, Paris, École des chartes, coll. « Mémoires et documents de l'École des chartes » (no 54), 1998, 526 p. (ISBN 978-2-900791-27-1, BNF 37069956, présentation en ligne), [présentation en ligne].